# GRANIT
 (juillet 2025).
Si vous disposez d'ouvrages ou d'articles de référence ou si vous connaissez des sites web de qualité traitant du thème abordé ici, merci de compléter l'article en donnant les références utiles à sa vérifiabilité et en les liant à la section « Notes et références ».
 (juillet 2025).
GRANIT (GRAvitational Neutron Induced Transitions) est une expérience de physique destinée à mesurer les niveaux quantiques du neutron dans le puits de potentiel gravitationnel. Elle a été conçue et effectuée [Où ?] [Quand ?].